# Brachyhesma morvenensis
Brachyhesma morvenensis är en biart som beskrevs av Exley 1974. Brachyhesma morvenensis ingår i släktet Brachyhesma och familjen korttungebin. Inga underarter finns listade.

## Bildgalleri

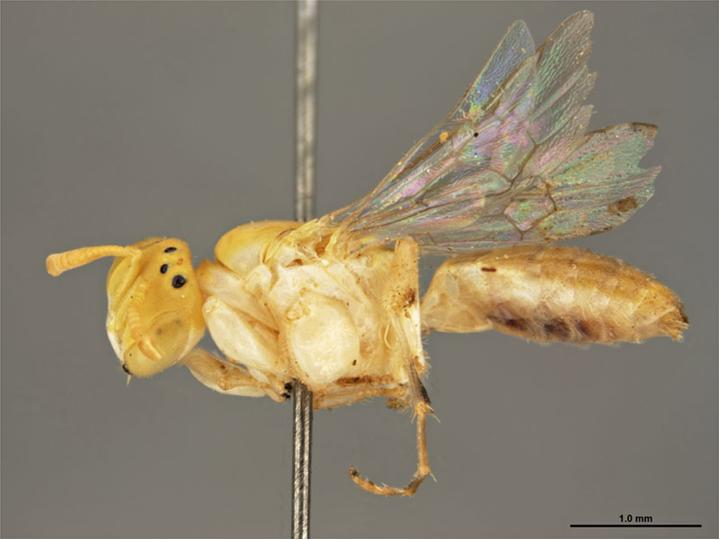